# 卡爾瓦潘帕區
卡爾瓦潘帕區（西班牙語：Distrito de Carhuapampa），是秘魯的一個區，位於該國北部安卡什大區的奧克羅斯省，始建於1941年9月30日，面積109.78平方公里，海拔高度2,228米，2005年人口393，人口密度為每平方公里3.6人。